# JasperReports
JasperReports este un program open-source de generare a rapoartelor in bazele de date, având codul scris în Java, care poate scrie într-o varietate  de dispozitive de ieșire: ecran, imprimantă, sau poate exporta datele de ieșire în fișiere în format PDF , HTML , Microsoft Excel , RTF , ODT , CSV sau XML. 
Poate fi folosit în aplicații Java, inclusiv Java EE sau aplicatii web, pentru a genera conținut dinamic.
JasperReports este parte a inițiativei open source Lisog. 

## Caracteristici
JasperReports este un program open-source de raportare, care poate fi integrat în orice aplicație Java.
Caracteristici: 
- Un raport poate avea un script,[1], care poate invoca definiția raportului în orice moment pentru a efectua  prelucrare suplimentară.
- Scriptul este construit folosind Java, și poate fi invocat înainte sau după etapele de  generarea de rapoarte, cum ar fi: raport, pagină, coloană sau de grup.
- Sub-rapoarte [2]

Pentru utilizatorii cu cerințe mai sofisticate de management de raport, rapoarte concepute pentru JasperReports pot fi cu  ușurință importate în serverul de raport interactiv JasperServer.

## JasperSoft

### Istoricul companiei
Teodor Danciu a inceput sa lucreze la JasperReports în iunie 2001, proiectul sf.net a fost înregistrat în septembrie 2001 și JasperReports 0.1.5 a fost lansat pe 3 noiembrie 2001.
Codul a fost inițial licențiate sub o licență copyleft JasperReports și mai târziu s-a mutat la LGPL.
JasperReports a fost fondat inițial în 2004, și s-a numit Panscopic.
În 2004, echipa Panscopic condusă de Teodor Danciu, a dobândit proprietatea intelectuală a JasperReports, și a schimbat  numele companiei în JasperSoft.
JasperSoft oferă software-ul comercial în jurul produsului JasperReports, și să negocieze contracte cu dezvoltatorii de software  care doresc pentru a încorpora motorul JasperReports într-un produs sursă închisă.
Produsul principal JasperSoft este JasperServer, o aplicație web Java EE care oferă capabilități avansate cum ar fi programarea  rapoartelor și permisiuni.
Acesta este disponibil sub o licență open-source pentru a fi utilizate în combinație cu infrastructura open source, cum ar fi  MySQL și JBoss , sau o licență comercială pentru implementări de întreprinderi care implică baze de date comerciale și  servere de aplicații.
JasperSoft este perfect compatibil cu MySQL, iar JasperReports a fost inclus în PostgreSQL versiunea de distribuție  Bizgres 0.7.

## JRXML
Rapoartele JasperReports sunt definite într-un format de fișier XML, denumit JRXML, care pot fi codate manual, generate, sau  proiectate, folosind un instrument. 
Formatul de fișier este definit printr-un Document Type Definition (DTD), asigură interoperabilitate limitată. 
Principala diferență între utilizarea XML și un fișier a .jasper este faptul că fișierul XML ar trebui să fie compilate în timpul rulării  utilizând clasa JasperCompileManager. 

## Instrumente de terță parte
Există mai multe instrumente care oferă capabilități JasperReport: 
- iReport, un program de grafică  open source independent, care oferă capabilități de raport de designer, si este capabil de a  rula rapoarte, folosind toate sursele de date susținute de către motorul de JasperReports.[2] iReport este întrenținut de  JasperSoft.[13]
- DynamicReports , o bibliotecă Java de raportare open-source bazată pe JasperReports.

Aceasta permite crearea rapoartelor dinamice și nu are nevoie de un designer vizual. 
- SWTJasperViewer, o componentă open source reutilizabilă care poate fi încorporată în orice aplicație SWT / JFace, cum ar fi  Eclipse.[14]
- Report Integration Framework Arhivat în 17 iunie 2012, la Wayback Machine., o componentă open source de abstractizare.
- Cinci plug-in-uri Eclipse care oferă rapoartelor proiectarea și depanarea capabilități, incluzând: 
  - JasperSoft Studio este o rescriere a iReports în Eclipse
  - un Eclipse plug-in comercial JasperAssistant numit.[15] JasperAssistant plug-in este construit folosind SWTJasperViewer.[16]

JasperWave Report Designer - gratuit bazat pe Eclipse Report Designer pentru motorul raport JasperReports 
- - Plazma Report Designer , un plug-in open-source JasperReports designer pentru Eclipse.
  - WebReportBuilder Arhivat în 28 iunie 2009, la Wayback Machine., un open-source Java EE aplicație web care permite dezvoltatorilor web-based și non-dezvoltatorilor  pentru a crea rapoarte de bază și avansate bazate pe JasperReports pentru a fi folosite ca un server web raport.
  - OpenReports, o aplicație Java EE web care oferă capabilități avansate de raport de servere cu suport pentru patru motoare  open source de raportare: JasperReports, JFreeReport, JXLS, și Birt Eclipse .[17]
  - JasperTags, o bibliotecă tag-ul JSP pentru includerea ușor de rapoarte in aplicatii web.[18]
  - Aspose.Words pentru JasperReports, pentru rapoartele de conversie de la JasperReports și JasperServer în formate Word.[19]
  - Aspose.Slides pentru JasperReports, pentru conversia în PowerPoint PPT și formatele PPS.[20]
  - The Information Management System for Mine Action (IMSMA) folosește JasperReports pentru capacitatea sa de raportare.

Acesta este software-ul de planificare cel mai frecvent utilizat.

## IDE de integrare
Mulți furnizori de Java IDE oferă instrucțiuni pentru utilizatorii care doresc să se integreze într-un proiect JasperReports.
- NetBeans
  - iReport Arhivat în 20 septembrie 2012, la Wayback Machine. - un designer vizual pentru JasperReports
- Eclipse software
  - Jaspersoft Studio Arhivat în 20 septembrie 2012, la Wayback Machine. - o re-scriere a iReport de aceeasi echipa care a dezvoltat inițial iReport, susținută de JasperSoft*
  - JasperWave Report Designer Arhivat în 10 februarie 2018, la Wayback Machine. - gratuit bazat pe editorul vizual Eclipse pentru mașina JasperReports
- IBM Websphere Studio Application Developer[23]